# Chasey Lain
Chasey Lain (Newport, Carolina del Nord, 7 de desembre de 1971) és una actriu porno estatunidenca.
Tot i que neix a Carolina del Nord, Chasey Lain va créixer a Cocoa Beach, Florida. Va treballar amb èxit exercint com a stripper, això la va animar a mudar-se a Califòrnia (principal centre de producció de cinema X als Estats Units). L'any 1991 debuta en la seva primera pel·lícula porno: Wild at Heart. Tant Wicked com VCA li van oferir alguns dels seus primers papers.
El 1994 és fitxada per Vivid. Els vuit anys d'exclusivitat entre l'actriu i la productora fan que Chasey Lain es converteixi en una icona per a l'empresa i en una de les actrius porno més conegudes dels anys 90. Els seus títols més destacables són Chasey Loves Rocco (1996), Chasey Saves the World (1996) o la saga lèsbica Chasin' Pink. L'any 2002, amb Chasin' Pink 6 posa fi a la seva etapa com a part de les Vivid Girls i decideix prendre's un descans en la seva carrera.
Després d'un parèntesi de dos anys, l'actriu torna visiblement envellida i decidida a canviar el seu registre habitual
. D'aquesta forma deixa enrere el porno argumental tan propi de Vivid per rodar un tipus de cinema pornogràfic més gonzo. Chasey's Back marca l'inici d'aquesta nova etapa. L'any 2005, en el film Black in White 2, realitza la seva primera escena interracial.
L'any 2007 Chasey crea Forbidden Cinema, la seva pròpia productora.
El grup Bloodhound Gang li va dedicar una cançó titulada "The Ballad of Chasey Lain". Forma part del AVN Hall of Fame.